# Eline Berger
Eline Berger (* 28. März 1997) ist eine niederländische Steuerfrau im Rudern, die 2021 Europameisterschaftsdritte mit dem Männer-Achter war.

## Sportliche Karriere
Bei den U23-Weltmeisterschaften 2018 gewann Eline Berger die Silbermedaille mit dem Frauen-Achter hinter den Kanadierinnen, 2019 siegten die Niederländerinnen.
2021 wechselte Eline Berger in den Männer-Achter. Bei den Europameisterschaften 2021 gewann der niederländische Achter die Bronzemedaille hinter den Booten aus Großbritannien und Rumänien in der Besetzung Bjorn van den Ende, Ruben Knab, Jasper Tissen, Simon van Dorp, Maarten Hurkmans, Bram Schwarz, Mechiel Versluis, Robert Lücken und Eline Berger. Bei den Olympischen Spielen in Tokio belegte der niederländische Achter den fünften Platz.